# Familjefilm
En familjefilm är en film som anses lämplig för såväl barn som andra målgrupper.
I december 2005 röstades Steven Spielbergs film E.T. the Extra-Terrestrial från 1982 fram som etta bland de "100 största familjefilmerna". I början av 2000-talet genererade genren årligen miljardvinster, räknat i amerikanska dollar.

## Exempel på filmer
- Ensam hemma-serien
- Babe-serien
- Beethoven-serien
- Disney/Pixar animerade filmer
- Filmatiseringarna av radioserien och böckerna om Sune
- Filmatiseringarna av Astrid Lindgrens böcker

### Fotnoter
1. ↑  ”ET crowned 'greatest family film” (på engelska). BBC. 23 december 2005. http://news.bbc.co.uk/2/hi/entertainment/4553694.stm. Läst 20 mars 2012.
2. ↑  ”Channel 4.com: Hollywood's Family Values”. Channel 4. Arkiverad från originalet den 6 april 2012. https://web.archive.org/web/20120406055527/http://www.film4.com/features/article/hollywood-apos-s-family-values. Läst 20 mars 2012.